# とぅいんくる
『とぅいんくる』はUTDエンターテインメントが運営するオンラインレースゲーム（2007年4月1日まではGaiaX）。2007年4月30日にファイナルテストを終了。正式サービス開始時期は未定だが、サイト自体が消失してしまっているため、近況は不明である。

## ゲームシステム
最大6人までの同時対戦が可能。対応機種はWindows 2000/XP、基本プレイ無料（アイテム課金）。乗り物となる「とうぃんくる」は餌によって成長が可能。プレイヤーの少年少女達を着せかえてレースへと参加させる。ゲームの動作環境は高いものをプレイヤーへ求められている。

## あらすじ
アルゴ星座を舞台に事件によってバブル崩壊で没落した財閥の令嬢たちが、宇宙最速のレース「スペース1」に出走し、流れ出た財閥の家宝を取り戻そう競う作品。

## 用語
アルゴ星座
スペース1の行われる架空の世界。
とうぃんくる
宙に浮くことのできる謎の乗用生物。星形。
スペース1(ワン)
宇宙最速を決めるレースゲーム。
ハテナカン、キノーミ
ゲーム内アイテム。
ブラックマーケット
ゲームのサービス開始後に実装されるアイテムショップ。
Pチャン（ナビゲーター役

## キャラクター
モモカ（声：神田朱未）
16歳　誕生日：6月6日
必殺技：「フロッグマジック」
ひよっこ（声：小松里歌）
8歳　誕生日：12月24日
必殺技：「チキンレース」
レイ（声：牧島有希）
10歳　誕生日：2月22日
必殺技：「クレイジーボム」
ナジャ（声：西田裕美）
20歳　誕生日：7月1日
必殺技：「ウェイストクイーン」
トレイン（声：三浦祥朗）
23歳　誕生日：10月1日
必殺技：「トレインスペシャル」
フィ＆ムゥ（声：佐藤朱）
13歳　誕生日：3月5日
必殺技：「プロテクトオブゴッド」、「ファイナルジャッジメント」
ノア（声：伊藤芽衣）
19歳　誕生日：4月4日
必殺技：「キングオブビースト」
メイリン（声：田沼由美）
17歳　誕生日：5月11日
必殺技：「フォーチュンリング」
ソラリス（声：中堀里美）
13歳　誕生日：11月14日
必殺技：「ミッドナイトストーカー」
フレア（声：亜月ちえみ）

## その他
- ひぐらしのなく頃に ゲーム内コラボアイテム販売
- とぅいんくるガールズ　イメージガール
- ちえみん先生　イメージガール